# Can Font (Santa Pau)
Can Font és una obra de Santa Pau (Garrotxa) inclosa a l'Inventari del Patrimoni Arquitectònic de Catalunya.

## Descripció
Can Font és una important masia de planta rectangular amb teulat a dues aigües i les vessants encarades cap a les façanes laterals. Aquesta tipologia correspon a les masies més abundants a la comarca. En general foren construïdes en una sola etapa, en data corresponent als segles XVI, XVII i xviii. Can Font va ser bastida a principis del segle xvii, segons consta a la llinda de la porta principal: 1624.
Can Font disposa de planta principal i un pis, va ser bastida amb carreus molt ben escairats als angles de les obertures. L'ampliació de la masia va portar a la construcció de cossos laterals destinats a l'ampliació de les corts i pallisses, fent variar considerablement l'aspecte exterior de l'edifici. Cal destacar la construcció d'una porxada a la façana principal.
Annex a la casa hi ha una gran pallissa i una era que no conserva els cairons originals.